# Nana Katase
Nana Katase (片瀬 那奈 Katase Nana?, n. 7 de noviembre de 1981) es una actriz, cantante y modelo japonesa.
Katase retrató a Kiyomi Takada en Death Note: The Last Name. También interpretó la versión adulta de Megumi Yokota (Mayuko Fukuda interpretó el papel de Megumi Yokota joven) como uno de al menos trece ciudadanos japoneses secuestrados por Corea del Norte a fines de la década de 1970 y principios de la década de 1980 en Saikai: Yokota Megumi-san no Negai. También interpretó a Mayumi en la quinta entrega de la serie PlayStation de Sega, Yakuza.

## Carrera
En 1998 debutó como modelo de bikini, y en 1999 fue ampliamente comentado en tabloides un pequeño incidente al mostrar accidentalmente uno de sus pechos mientras modelaba. Entrando a la revista JJ en 1999, le es concedida la oportunidad de debutar como actriz realizando un pequeño papel en el dorama Bishoujo H2.
Por la gran exposición que con el tiempo fue consiguiendo, Avex le consedió la oportunidad de comenzar una carrera como cantante. En diciembre del año 2002 lanzó su sencillo debut "GALAXY / TELEPATHY / FANTASY", y lanzó dos sencillos más en el 2003 antes de lanzar su primer álbum, "TELEPATHY, en junio. Su estilo fue una mezcla de J-Pop con Música electrónica, y su música ha sido considerada similar a intérpretes occidentales que están dentro de este mismo estilo. Su primer álbum fue un éxito moderado en las listas de Oricon, llegando a vender poco más de 32 mil copias.
Nana lanzó tres sencillos más antes de lanzar su segundo álbum, esta vez uno de temas cover, a mediados del 2004. En este disco interpretó temas de consolidadas voces femeninas de la talla de Akina Nakamori y Shizuka Kudo. Este mismo año retorna a sus actividades como actriz, al interior del drama Last Christmas, que comenzó a emitirse en el mes de octubre.
En el 2005 se retiró del ambiente musical, y lanzó un álbum conmemorativo de grandes éxitos en el mes de marzo de ese año.
En el 2006, en conjunto con la empresa Dinos de su país, Nana abrió su primera marca de moda, la que llamó So Close 7.
Actualmente se concentra en su carrera como actriz, y también como modelo.

## Filmografía

### Películas
- Between Calmness and Passion (2001)
- Death Note: The Last Name(2006), Kiyomi Takada
- Calling You (2007) - Ryo Harada
- 20th Century Boys 1: Beginning of the End  (2008), Mika Shikishima
- 20th Century Boys 2: The Last Hope (2009), Mika Shikishima
- 20th Century Boys 3: Redemption(2009), Mika Shikishima
- Trick The Movie: Psychic Battle Royale (2010)
- Saibancho! Koko wa Choeki 4 nen de Dodesuka (2010), Fiscal Mari Hasebe
- Gene Waltz (2011), Miki Tanaka
- Arakawa Under the Bridge (2012), Maria
- Ushijima the Loan Shark (2012), Chiaki Okubo
- Hentai Kamen (2013)
- Hentai Kamen: Abnormal Crisis (2016)
- I Am a Hero (2016), Tekko

### Dramas de televisión
- Great Teacher Onizuka Special como Yamaguchi Rika (Fuji TV, 1999)
- Tengoku no Kissa (TV Asahi, 1999)
- Koori no Sekai  (Fuji TV, 1999)
- Hanamura Daisuke (Fuji TV, 2000, ep7)
- Shinjuku Boso Kyukyutai (NTV, 2000)
- 2001 no otoko un (Fuji TV, 2001)
- Dekichatta Kekkon (Fuji TV, 2001)
- Pretty Girls (TBS, 2002)
- Kochira Hon Ikegami Sho 2 (TBS, 2003, ep2)
- Last Christmas (TBS, 2004)
- Fukigen na Gene(Fuji TV, 2005, ep4-5,7)
- Rikon Bengoshi 2 (Fuij TV, 2005)
- Jukunen Rikon (TV Asahi, 2005)
- Kobayakawa Nobuki no Koi(Fuji TV, 2006)
- Saikai(NTV, 2006)
- Teppan Shoujo Akane!! (TBS, 2006)
- Sennyu Keiji Ranbo 2(NTV, 2007)
- Jigoku no Sata mo Yome ShidaiTBS, 2007)
- Abarenbo Mama (Fuji TV, 2007)
- Inochi no Iro Enpitsu(TV Asahi, 2007)
- Miracle Voice (TBS, 2008)
- Average (Fuji TV, 2008)
- Hokaben (NTV, 2008, ep7)
- Average 2 (Fuji TV, 2008)
- Bloody Monday (TBS, 2008)
- Uta no Onii-san (TV Asahi, 2009)
- Choshokutei (WOWOW, 2009)
- Ghost Friends (NHK, 2009)
- Koi no Kara Sawagi Drama Special Love Stories VI (NTV, 2009)
- Naka nai to Kimeta Hi (Fuji TV, 2010)
- Pro Golfer Hana (NTV, 2010)
- Hammer Session! (TBS, 2010, ep8)
- Yamikin Ushijima-kun (TBS, 2010)
- Diplomat Kuroda Kosaku (Fuji TV, 2011)
- Ikemen desu ne (TBS, 2011)
- Arakawa Under the Bridge (TBS, 2011)
- Kaeru no Oujo-sama (Fuji TV, 2012)

## Discografía

### Sencillos
- 2002: Galaxy/Telepathy/Fantasy
- 2003: Babe
- 2003: Shine/Revenge
- 2003: Necessary/Every
- 2004: Meu amor é…
- 2004: Kindan no Telepathy (禁断のテレパシー)

### Álbumes
- 2003: Telepathy
- 2004: Extended
- 2005: Reloaded: Perfect Singles

### DVD
- 2005: Reloaded: Perfect Visuals